# 志布志港

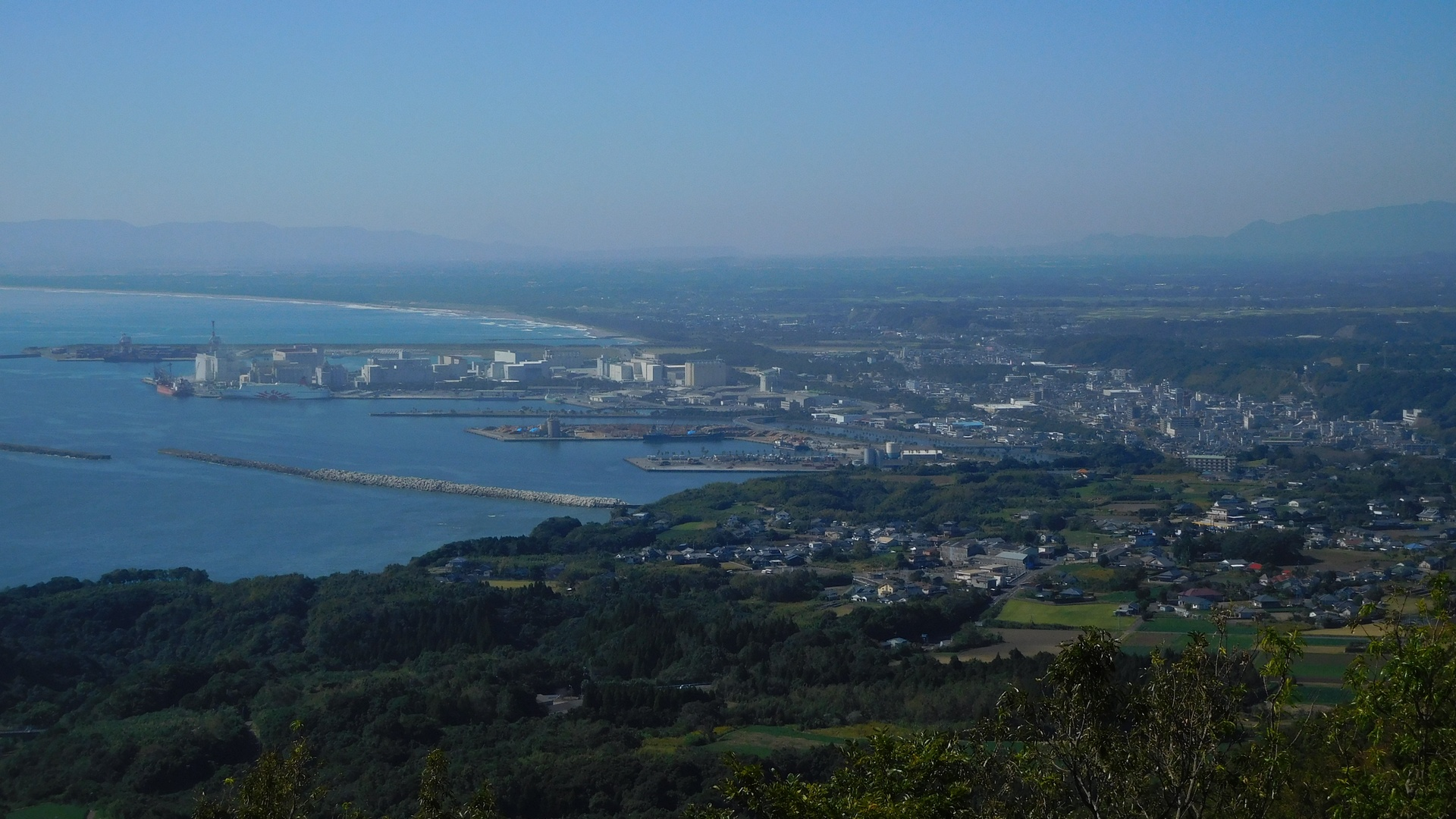
陣岳からの眺望

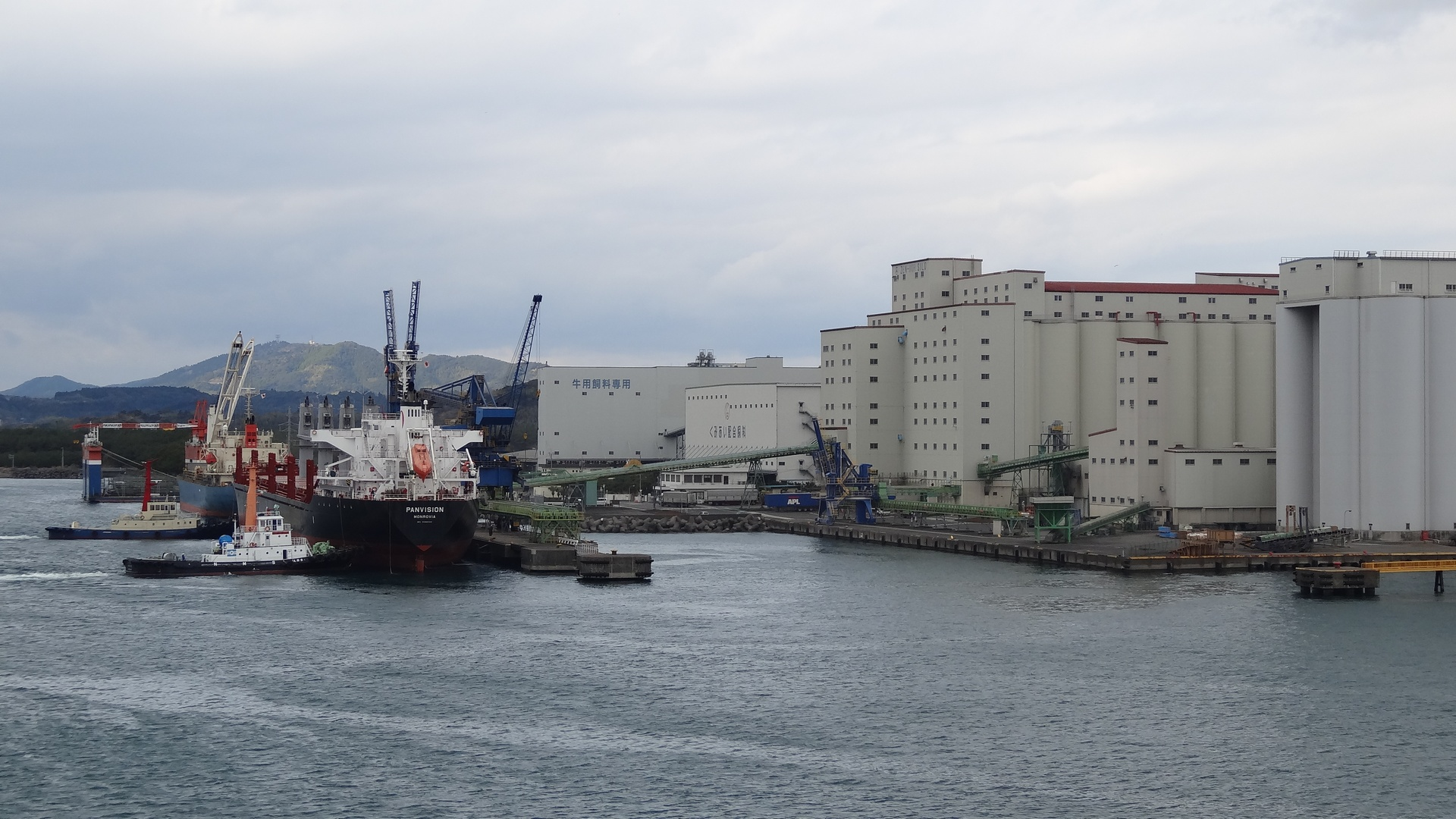
若浜地区

志布志港（しぶしこう）は、九州南部の鹿児島県東部に位置する港湾であり、重要港湾および中核国際港湾に指定されている。現在は国内有数の畜産地帯である南九州地域（鹿児島県・宮崎県）向けの飼料輸入を主体とする港である。
太平洋に連なる志布志湾の北端部にあり、東から本港地区、外港地区、若浜地区、新若浜地区に分けられる。外港地区と若浜地区間を前川が、新若浜地区の西側には安楽川が流れている。

## 歴史
志布志には古くは天智天皇が訪れ、前川旧河口の権現島から800メートル上流にあった河岸（献上淵）の岩から上陸したという伝承がある。滞在先の主人の妻と侍女がともに布を献上したことに感銘を受けた天皇が、「上からも下からも志として布を献じたことは誠に志布志である」と言ったことからこの地域が志布志と呼ばれるようになったといわれる。献上淵の岩は昭和末期の河岸工事で除去されてしまったが、一帯は今でも志布志屋敷という地区名で呼ばれている。
志布志港は古くは志布志津と呼ばれ、志布志湾に注ぐ前川の河口がそのまま港として利用されていた。文献に最初に登場するのは1316年（正和5年）である。倭寇の拠点の一つとして利用されていたと考えられている。
文禄・慶長の役においては島津氏の拠点港の一つとなった。江戸時代中期は薩摩藩の米の積み出し港として利用された。江戸時代末期、1827年（文政10年）から1848年（嘉永元年）にかけて行われた調所広郷による薩摩藩の財政改革に伴い、琉球を経由した清国との密貿易が行われるようになった。密貿易の膨大な利潤によって港は繁栄を見せ、志布志千軒と呼ばれるほどであった。しかしながら明治に入ると開国によって密貿易の利潤はなくなり、薩摩藩による米の輸送もなくなったことから急速に衰退した。
そもそも前川は河口の権現島（通称権現、今は権現山とも呼ぶ）を挟む形で東西に分かれて志布志湾に注いでいたが、西河口（大浜＝おおはま＝側）が浅かったため、大きな船は東河口側（小浜＝こはま＝側）から入河・停泊し、江戸時代には西側河口をすべて石堤で閉じて、権現島と堤に守られた河口港を形成していた。
1907年（明治40年）頃になると、大日本帝国海軍が演習のために寄港するようになったが、この河口港では大きな船が接岸するための施設がなく不便な状態であることが指摘された。これを機に地元ではかつての栄華を復活させる気運が高まり、1911年（明治44年）頃から港湾整備に関する請願や測量などが行われた。鹿児島県は財政事情によりしばらく手つかず状態となっていた期間を乗り切り、1918年（大正7年）についに整備を決定、翌1919年12月14日に築港起工式が執り行われた。
この大正後期から昭和初期にかけての築港工事は、閉ざされていた西側河口を開き、逆に前川東側河口を塞いで、その東側の浜（小浜）一帯に岸壁を含む近代的な港を築くものであったが、この時に現在のJR鉄橋あたりを斜めに横切っていた西側河口の石堤が取り壊された。権現島の北端西側にある、上部をコンクリートで覆われた石垣は往時の石堤の東端部分と言われている。尚、JR（旧国鉄）鉄橋は築港工事を追いかける形でほぼ同時期に建設されたものである。
築港は暴風雨や強い潮流のため難工事となり、当初の予算を上回る総工費85万2千円を要し、1931年（昭和6年）に完成した。4月8日に行われた竣工式は多くの住民が参加し盛大に行われた。同年8月1日、西側防波堤に灯台が設置された。港湾整備に加え、宮崎県北郷までの志布志線の延長（現日南線）や古江線（後に大隅線）などが開通し、鹿児島県東部における交通の要衝となり、1936年（昭和11年）に地方港湾に指定されている。当時の取扱貨物量は年間約10万トンであった。
1960年（昭和35年）になると、大隅地方振興策の基幹事業として前川河口から安楽川河口までの大浜海岸を埋め立てて工業用地とする構想が立てられ、1968年（昭和43年）に港湾工事が始められた。1962年（昭和37年）には国道220号が整備されるなど地域の輸送拠点としての地位も高まり、1969年（昭和44年）3月31日に重要港湾に指定されている。尚、権現島東側の築港は1960年代末の権現島西側の外港の建設開始とともに本港地区と呼ばれるようになった。
1977年（昭和52年）外港地区から大型フェリー「さんふらわあ」が運行開始。さんふらわあはその後若浜地区の整備完了とともにそこにターミナルを移動し、外港地区にはAライン・マルエーフェリーが就航している。1978年（昭和53年）における取扱貨物量は約158万トンであった。
1987年（昭和62年）4月1日に関税法上の開港に指定された。1996年（平成8年）、九州で唯一の中核国際港湾に位置づけられた。1999年の海上コンテナ取扱量は3,475TEUであったが、2000年に正式に中核国際港湾に指定されてからコンテナ取扱量が飛躍的に上昇。2004年におけるコンテナ取扱量は約5万9,000TEU。一方2006年における取扱貨物量は約1,029万トンであった。

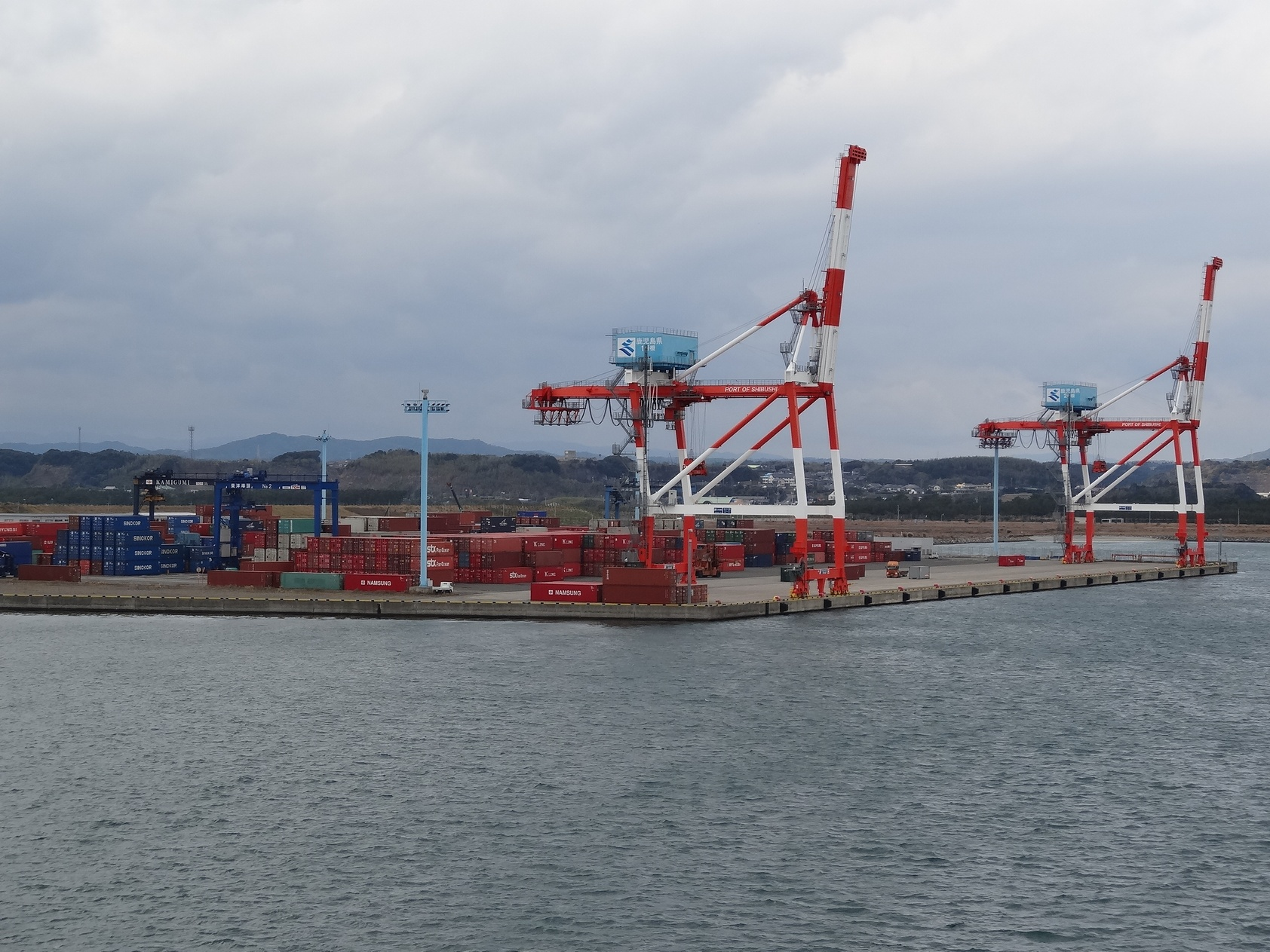
新若浜地区のガントリークレーン

2009年（平成21年）3月には新若浜地区の大型国際海上コンテナターミナルがオープン。2018年度のコンテナ取扱量は10万TEU超となっている。また2011年（平成23年）5月には「国際バルク戦略港湾検討委員会」第15回委員会にて鹿島港（茨城県）等と共に穀物部門における「国際バルク戦略港湾」に指定され、2020年時点で大型バルク積み船（パナマックス船）専用ふ頭等が整備されつつある。また、中国での需要を背景にした原木の輸出が伸び、2010年度から2023年度現在まで、原木の輸出量で日本一を維持している 。
2023年（令和5年）5月25日、国土交通省が農林水産物の輸出を支援する産直港湾に認定。2025年（令和7年）3月23日には志布志港を終点とする都城志布志道路が全通、九州の高速道路網へのアクセスが向上した。特に、畜産の生産地として重要な都城市とは都城志布志道路で直結した。

## 旅客航路

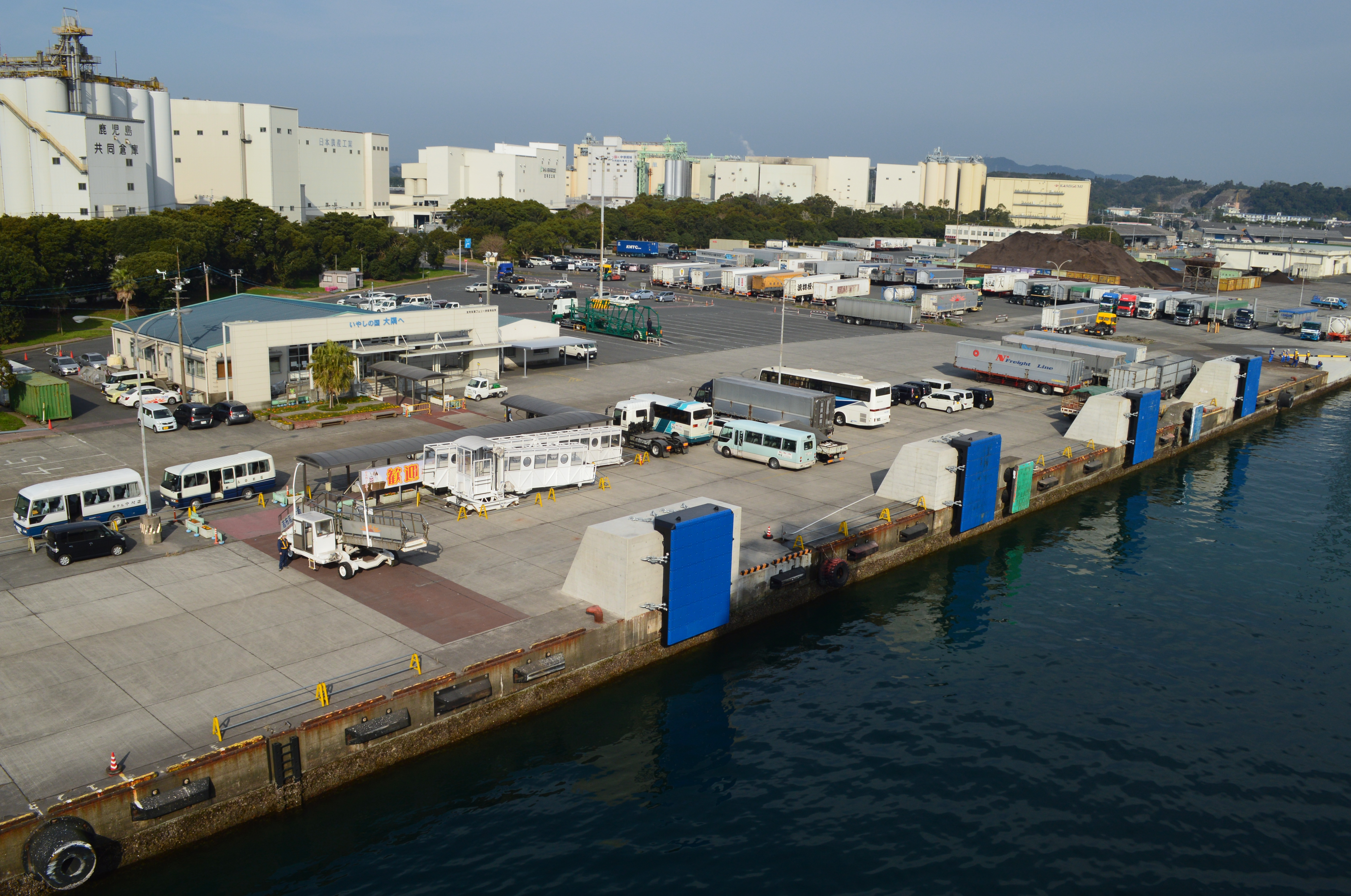
フェリーターミナル

- 商船三井さんふらわあ（さんふらわあ さつま/きりしま、毎日運行）
  - 大阪港 - 志布志港

## 国際航路
- 台湾・香港航路（週1便、OOCL）
- 台湾・フィリピン航路（週1便、東京船舶）
- 韓国航路（週5便、興亜海運、南星海運など）
- 中国航路（週2便、神原汽船）